# Final Fantasy Chronicles
Final Fantasy Chronicles — сборник консольных ролевых игр компании Square Co., содержащий Final Fantasy IV и Chrono Trigger, выпущенный в Северной Америке на приставке Sony PlayStation 29 июня 2001 года. TOSE портировала обе игры с приставки Super Nintendo Entertainment System; каждая из них ранее была издана в Японии как отдельная портированная версия в 1997 году (Final Fantasy) и 1999 году (Chrono Trigger). В каждую игру были добавлены бонусы, такие как фотогалереи, бестиарии и cutscene, включая сгенерированное компьютером full motion видео в начале Final Fantasy IV и дополнительные аниме-сцены в Chrono Trigger.
Сборник Final Fantasy Chronicles был хорошо принят и игроками, и критиками, которые высоко оценили дополнительные бонусы, а также то, что Square дала возможность новому поколению игроков ознакомиться с классическими RPG. С другой стороны, обозреватели негативно отзывались о «долгих и частых загрузках» в начале и конце сражения из-за плохой эмуляции. Было продано достаточно копий Chronicles, чтобы гарантировать повторный релиз сборника как часть Greatest Hits Sony в июне 2003 года.

## Игровой процесс
В Final Fantasy IV и Chrono Trigger, как и во многих других компьютерных ролевых играх, игрок управляет отрядом из нескольких человек. Способ управления отрядом и вид в игре может варьироваться в зависимости от места, где находится игрок: на карте мира, где игрок перемещается между различными локациями, в определённой локации (город, подземелье и т. д.), или на отдельном «поле битвы», где происходит сражение отряда с противником.

### Final Fantasy IV
В Final Fantasy IV появился так называемый «активный режим битвы» (Active Time Battle), разработанный Хироюки Ито. Его суть заключается в том, что игрок вводит команды для своего отряда в «реальном времени» во время битвы (в отличие от пошагового сражения). Каждый персонаж сбалансирован, имея свои сильные и слабые стороны; например, сильный маг может иметь низкую защиту, а могучий воин — быть медлительным.

### Chrono Trigger
Игровой процесс Chrono Trigger отличается от традиционных RPG тем, что большинство монстров видны в локациях, и сражения начинаются не случайным образом, а игрок сам может напасть на них, либо противник будет поджидать в засаде и наброситься на отряд при его приближении. Битва начнётся, если отряд подойдёт вплотную к монстру; при этом битва будет происходить не в отдельной локации, а на том же месте. В Chrono Trigger также используется улучшенная версия активного режима битвы, заимствованного из Final Fantasy IV. Персонажи могут выполнять специальные уникальные атаки, называемые «техники», причём наносимый урон и точность их попадания зависит от местоположения противников. Другие отличительные черты игры включают в себя путешествия во времени и возможность начать Новую игру+, которая подразумевает, что персонажи в начале будут иметь те же способности, что и при завершении игры.

## Разработка
Сборник Final Fantasy Chronicles включает в себя две игры, которые были портированы для PlayStation компанией TOSE: Chrono Trigger и Final Fantasy IV, отдельно изданные в Японии ранее. Final Fantasy IV, кроме того, была включена в сборник Final Fantasy Collection, который также выпускался в Японии. Дизайнером и главным директором Chronicles был Кадзухико Аоки, которого курировал Фумиаки Фукая; продюсером был Акихиро Имаи. Сборник был создан сразу же после выпуска Final Fantasy Anthology, которая включала в себя Final Fantasy V и Final Fantasy VI.
Оригинальная Final Fantasy IV была выпущена в Северной Америке под названием Final Fantasy II в 1991 году с некоторыми модификациями для улучшения восприятия игры англоговорящими фанатами. Эти модификации были убраны в Final Fantasy Chronicles и сборник был повторно локализован, чтобы сценарий был ближе к оригинальному, который написал Такаси Токита. Chrono Trigger был выпущен в 1995 году и был локализован Тедом Вулси, но Chronicles включил в себя дополнительные изменения.
Главным нововведением в играх стали видеоролики. В Final Fantasy IV появилось анимированное компьютером внутриигровое видео, а в Chrono Trigger — видеоролики, нарисованные Акирой Ториямой в стиле аниме; они позволяют «лучше развить сюжет игры». В Final Fantasy IV также была добавлена возможность играть вдвоём, «Функция Спринт», с помощью которой ускорялся игровой процесс, а также система «Файла записи» для ускорения сохранения игры. В Trigger были введены не новые элементы геймплея, а режим бонусов (англ. Extras Mode). В нём можно посмотреть бестиарий и галерею рисунков, созданных в процессе разработки.

### Реклама
Релиз диска, который будет содержать Final Fantasy IV и Chrono Trigger был запланирован в декабре 2000 года, причём решающим фактором стал успех сборника Final Fantasy Anthology. Final Fantasy Chronicles был анонсирован компанией Square Electronic Arts 17 апреля 2001 года. Дзюн Ивасаки, президент компании, упомянул «невероятное количество просьб» переиздать игру от фанатов, а также добавил, что этот сборник «будет интересен для всех фанатов оригинальных игр и даст возможность новому поколению игроков ознакомиться с классическими RPG».
Final Fantasy Chronicles был выпущен 29 июня 2001 года во время маркетинговой компании, проводимой Columbia Pictures в поддержку фильма Final Fantasy: The Spirits Within. 10 июля состоялся в Сан-Франциско состоялся праздник, посвящённый выпуску фильма и игры. В его рамках прошёл косплей, лотерея с памятными подарками, а также были установлены специальные палатки, где желающие могли поиграть в Chronicles и Final Fantasy X.
Music from Final Fantasy Chronicles — набор из двух компакт-дисков с музыкой из игр сборника, выпущенных отдельно компанией TokyoPop. Релиз альбомов Final Fantasy IV Official Soundtrack и Chrono Trigger Original Soundtrack состоялся 21 августа 2001 года. Диск Final Fantasy IV Official Soundtrack по своему содержанию очень похож на Final Fantasy IV: Original Sound Version, саундтрек из оригинальной игры, лишь с тем отличием, что композиции были записаны TOSE, что привело к небольшим изменениям; некоторые названия песен были немного изменены, а также был добавлен 45-й трек «Theme of Love (Arranged)», который ранее издавался только как версия второй дорожки из Piano Collections Final Fantasy IV, исполненная на пианино. Этот релиз имел длительность в 62 минуты. Альбом Chrono Trigger Original Soundtrack, содержащий музыку из Chrono Trigger, имел длительность 1 час 13 минут 3 секунды. Кроме этих альбомов, компания BradyGames 2 июля 2001 года выпустило руководство по стратегии игры.

## Признание и охват
| Сводный рейтинг       | Сводный рейтинг |
| Агрегатор             | Оценка          |
| --------------------- | --------------- |
| GameRankings          | 86,70 %         |
| Metacritic            | 89 из 100       |
| Иноязычные издания    |                 |
| Издание               | Оценка          |
| EGM                   | 8,33 из 10      |
| GamePro               | 5 из 5          |
| GameSpot              | 9 из 10         |
| IGN                   | 9,4 из 10       |
| OPM                   | 4 of 5          |
| Награды               |                 |
| Издание               | Награда         |
| Выбор команды IGN     |                 |
| Выбор команды GamePro |                 |
| Серебряный приз EGM   |                 |

Сборник Final Fantasy Chronicles оказался очень успешным с коммерческой и критической точки зрения, удерживая титул самого продаваемого диска для игровой приставки Sony PlayStation на протяжении двух недель и получил оценку 89 % на сайте-агрегаторе Metacritic. Сайт IGN поставил сборнику оценку 9,4, а также наградил Chronicles титулом Выбор команды сайта (англ. Editors' Choice Award), назвав «обязательной покупкой» для всех любителей RPG.
Обозреватель сайта GameSpot оценил игру в 8,5 баллов из 10 возможных, назвав среди недостатков «заглушённые звуковые эффекты» в Final Fantasy IV и долгие загрузки в Chrono Trigger. Он также добавил, что графика выглядела «изумительно» в тот период, когда игры были выпущены изначально, но теперь она устарела и «многие игроки, надеющиеся получить нечто невероятное за свои деньги, будут разочарованы». Рецензент Gaming Age отметил, что в игры было введено слишком мало улучшений, назвав портированные версии «теми же самыми играми», утверждая, что видеоролики «оказались неплохим дополнением для обеих игр, но на самом деле почти ничего не меняют».